# NPBアンパイア・スクール
NPBアンパイア・スクールは、日本野球機構が2013年からプロ野球審判員の採用とアマチュア野球の審判の技術向上を目的として毎年12月に行う審判学校。
NPBの審判員、審判長、スーパーバイザーが指導をおこなう。
2022年までに9回開催されている。

## 概要
2021年開催の第8回の例では、9:00から16:00までは埼玉県さいたま市のロッテ浦和球場のグラウンドで実技をおこない、19:00から21:30までは宿泊地であるプラザホテル浦和の会議室にて規則などに関する座学がある。6泊7日にわたりこれをおこない、成績優秀者数名は育成審判員または研修審判員として採用される（2021年の募集要項では採用は研修審判員のみとなっている）。育成審判員はイースタン・リーグやウエスタン・リーグに出場する。研修審判員はベースボール・チャレンジ・リーグまたは四国アイランドリーグplusに派遣され、そこでも実力が認められれば、翌年に育成審判員として採用される。育成審判員・研修審判員が一軍公式戦出場可能な審判員に昇格できるかどうかは、採用から3年を目処に判断される。
これまでにNPBアンパイア・スクールで実際にNPBの審判員として採用されたのは15人（2022年時点）。
応募資格は高校卒業以上(同年度の3月に高校卒業見込みの者も可)。性別の制限はない（第1回から女性参加者がいた）。定員は66名で、応募多数の場合は書類選考となる。受講は有料である（第1回の受講料は8万5000円）。
また、NPBアンパイア・スクールを受講した者のうち希望者は全日本野球協会が発行する公認審判員3級の認定を受けることが可能である。

## コロナ禍での開催
2020年は新型コロナウイルス感染症の影響で開催が中止されたが、2021年は定員を36名に減らし、日数も3泊4日に縮小され、座学はホテルの各室とリモートでの実施となり、受講料は4万8000円となった。指導する審判員も最低限の人数となり、毎年行われていた一般への公開はおこなわれなかった。

## NPBアンパイア・スクール出身審判員
青木昴
水口拓弥
古賀真之
鈴木宏基
山本力仁
野田亮介
松本大輝
森口壽樹
郡司真里
川上拓斗
西沢一希
正木雄大
笹真輔
野村奏斗
宮武賢汰
権丈光暉　
下村晃太郎
藤田登伊
川村亮輔
金村好隆
山本周平
坂本蒼太
松浦伊吹
松尾虎太郎